# Castillo Mägdeberg
Ėl castillo  Mägdeberg era una imponente fortaleza sobre el Mägdeberg por encima de Mühlhausen en Hegovia, Alemania. En la actualidad es una ruina bien conservada y de libre acceso. Consiste de un castillo principal y otro antepuesto. En el castillo principal se encuentran los restos del palacio, los restos de la antigua capilla de Santa Ursula están en el área de la entrada.
La construcción del castillo comenzó en 1235 y fue mencionado por vez primera en un documento del monasterio de Reichenau de 1240.